# (269550) Chur
(269550) Chur (2009 WT5) – planetoida z pasa głównego planetoid okrążająca Słońce w ciągu 4,44 lat w średniej odległości 2,7 j.a. Odkryta 16 listopada 2009 roku.
Jej nazwa pochodzi od nazwy szwajcarskiego miasta Chur.